# 京广既有线动车组列车
京广既有线动车组列车是中华人民共和国铁道部于2007年4月18日因中国铁路第六次大提速在京广铁路既有线开行的动力分散普通动车组列车，2012年12月21日京广高速铁路全线开通前5天停运。由于武汉长江大桥运能紧张，京广既有线动车组以武汉长江为界，大部分运行区段为京广线汉口以北，而武昌-长沙、长沙-株洲间亦有部分班次；后期也有部分列车跨线至太原、西安方向。
值得一提的是，部分动力分散动车组列车在北京、郑州、武汉、广州等枢纽仍需利用既有京广正线，但它们通常不被认为是京广既有线动车。

## 背景
早在1997年，原铁道部已启动京广铁路提速改造工程，并完成了电气化和无缝化:464。2003年，为了实行中国铁路第五次大提速（于2004年实行），原铁道部决定将一系列既有干线铁路提速至200公里/小时，其中就包括京广铁路:559。2005年，为推行第六次大提速，铁道部启动京广铁路提速改造第四期工程，改造了接触网、线间距和道岔等设备，还加装了CTCS-2列车控制系统，后又在2006年进一步推行CTCS-2系统:465。

## 京汉直通
2007年4月18日，第六次大提速实行，一批既有线动车组开始服务，京汉间第一对直通动车组D122/123次开行，其中D122次11时05分从汉口站开出，19时27分抵达北京西站，D123次9时47分从北京西站开车，18时30分终到汉口站。同年4月21日，D122次列车增加信阳、漯河停站。
2007年6月1日，武汉铁路局增开汉口至北京西的D124次列车，返程北京西-汉口D125次列车则于6月2日起开行，这对原定于2007年7月1日开行的列车是武汉客运段值乘的第一班动车组列车:66，改变了此前一个多月武汉枢纽动车组全部由外局担当的局面，同时原京汉T79/80次列车停运。
此外，北京西-汉口间另有一对高峰车D121/126次。
2009年12月26日，D123/122次列车在滠口站以南改经滠武铁路至武汉站始发终到。
2012年12月21日，随着京广高铁京郑段开通运营，京汉既有线动车组停运，经由京广高铁的京武高速动车组列车则于该年12月26日起开行。:57、68

## 鄂豫、湘鄂短途
2007年4月，武汉枢纽除进京动车组外，还开行了汉口-郑州D148/141次，以及武昌-长沙D149/150次。其中，D141/148次由郑州局担当，交路为郑州开D141至汉口→汉口开D122至北京西→次日北京西开D123至汉口→汉口开D148至郑州，因此首班D148次为2007年4月19日开行；D149/150次则为上海铁路局上海南至长沙D109/12、D107/6次套跑，首班D109/112次到达长沙站后于次日开D150次至武昌，首班D149/150次列车也因此于2007年4月19日开行。
2007年5月25日， 武昌-长沙D149/150次列车双向增加岳阳站停靠。2007年9月5日，又双向增加赤壁、咸宁停站。
2007年7月1日，郑州-汉口间增开D143/144次、D145/146次、D142/147次三对短途列车，但这几对列车在该年暑运后未再见报。
2009年4月1日，原武昌-长沙D149次、长沙-上海南D111/110次拉通为武昌-上海南D107/106次。同年12月26日，D141/142次列车改为武汉站始发终到。
2011年1月11日，武昌至上海虹桥D107/106次（2010年10月26日改为上海虹桥站到发）缩短为长沙至上海虹桥，上海虹桥至长沙D109/112次改为D105/108次，同时停运长沙至武昌D150次。

## 京豫直通

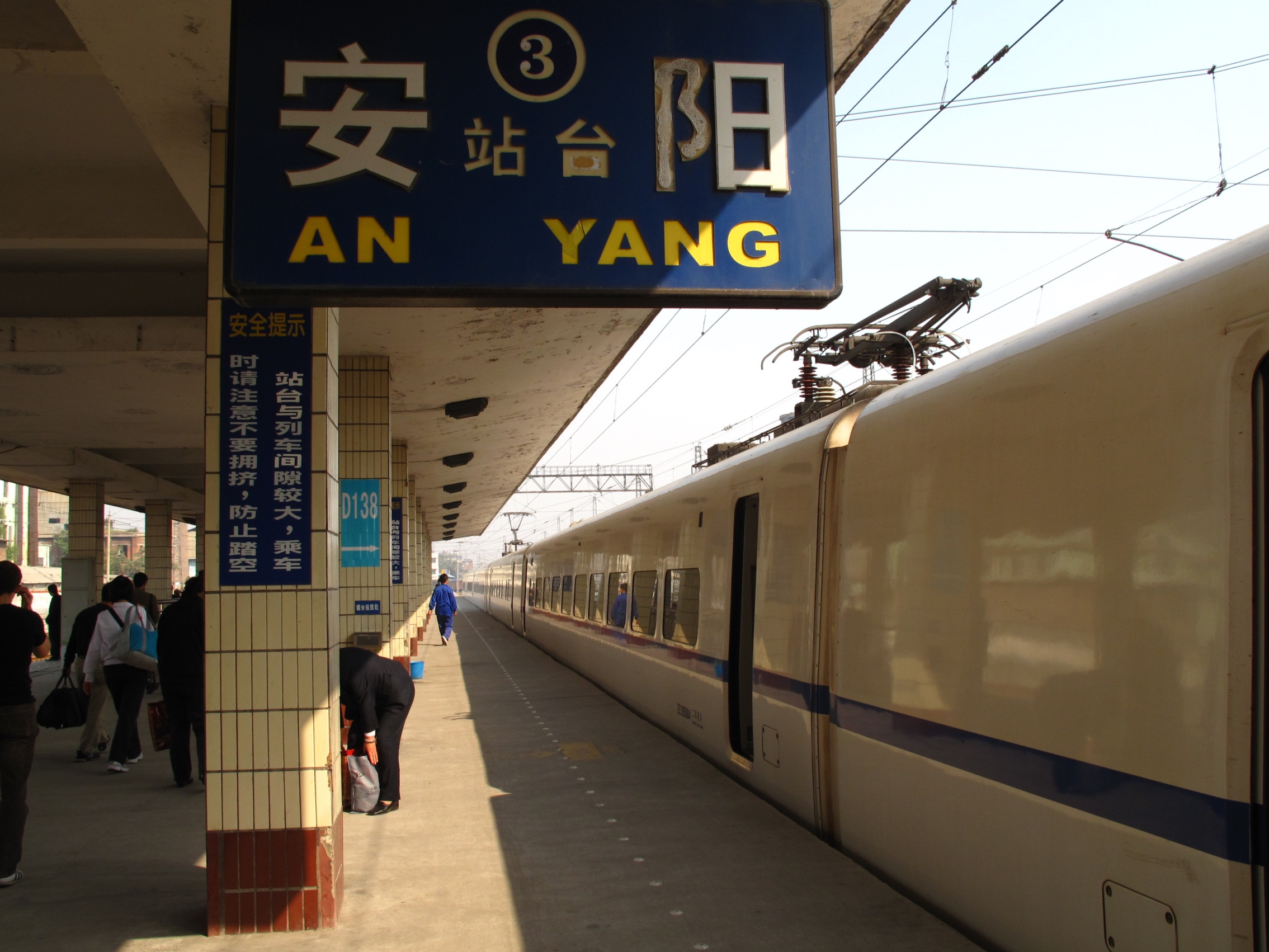
D137次停靠在安阳站3站台，可见该站专为D138次张贴的指示标（2009年10月）

2007年4月18日，北京西站与郑州站间开行3对动车组列车，车次分别为D134/135次、D132/133次、D136/131次。
2008年8月17日，D131/134次列车率先由单组CRH2A型动车组更换为重联CRH5A型动车组，京郑间其余始发终到动车组列车次日也更换为重联CRH5A。
2009年7月2日，北京西站增开往返安阳站的D137/138次列车，安阳市由此成为河南省第二个始发动车组的城市。
2012年4月1日，原北京西-郑州D131/132次延长至西安北。同年12月21日，上述既有线动车组全部停运，5天后京广高铁京郑段开通时另外开行京郑高速动车组列车。

## 北京局管内

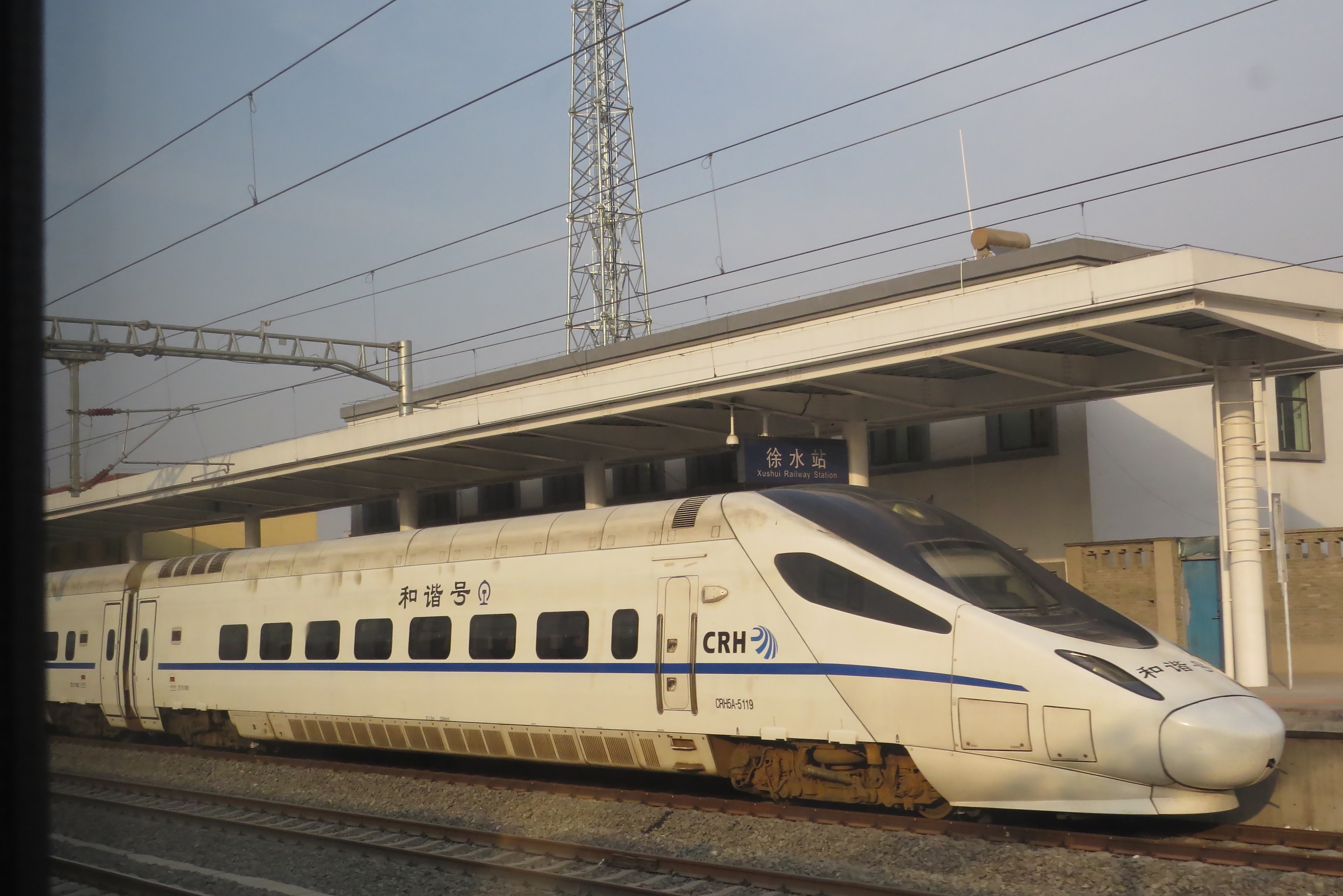
D6727次列车停靠在徐水站（2016年3月）

2007年4月18日，北京西站与石家庄站间开行3对管内动车组：D565/570、D567/572、D563/574次，其中D565/570次、D567/572次由北京局担当，D563/574次为外局车套跑。
2007年6月1日，新增北京西-邯郸D527/528次、北京西-石家庄D573/566次列车。同年8月22日，D528次增停石家庄站、保定站。
2009年4月1日，因全路管内车次范围调整，原有D5xx次改为D45xx次。2010年4月26日，石家庄至北京西D4570/4567次改为石家庄至秦皇岛D4536/4537、D4538/4535次，在北京南站办理客运业务。
2012年12月21日，京石邯既有线动车组（包括石秦动车）及特快列车停运。
2013年7月15日至8月31日，石家庄站增开往返秦皇岛的D4536/4537、D4538/4535次，石家庄至北京南经由京广普速线，后成为长期临客。2014年7月1日，石家庄-秦皇岛间增开D4532/4533、D4534/4531次列车，该列车在石家庄至北京南段同样经由既有京广线。
2014年12月10日，原D4532/4533、D4534/4531次改为D6602/6603、D6604/6601次，原D4536/4537、D4538/4535次改为D6606/6607、D6608/6605次。
2016年1月20日至4月30日，由于津保铁路开通，石家庄站与秦皇岛站间加开D6728/6729、D6730/6727次，徐水至石家庄经由京广既有线。同年5月15日，原D6602/6603、D6604/6601次变更为D6736/6737、D6738/6735次，并改经天津枢纽，原D6728/6729、D6730/6727次变更为D6732/6733、D6734/6731次。这两对石秦动车组最终于2021年6月25日因“动力分散动车组和货车不可交会”的新规而停运。
此外，京广线徐水-保定段曾于2017年7月6日开行北京南经雄安新区白洋淀站至保定的D6655/6/7/8次，2019年1月24日更换为CR200J型动力集中动车组。
2016年至2020年，北京局曾于暑运期间临时加开北京南-保定动车组列车。
2023年7月1日，全国铁路运行图调整，北京局集团开行了2对管内动力集中城际动车组，分别为北京西-邯郸C225/228次，和北京丰台-邯郸C226/227次。
2024年7月19日，为配合暑运需要，北京局集团开行了4对管内动力集中城际动车组，分别为北京西-石家庄C19-22次、C29/30次，和北京丰台-石家庄C27/28次。

## 太原跨线
2009年4月1日，石太客运专线开通，当天实施的列车运行图中新增了北京西站往返太原站的动车组列车，车次范围为D2001-D2028次，其中4月1日当天开行8对。同时开通的另有太原至郑州的1对动车组列车D166/167、D168/165次（石家庄站接入京广线）和太原至沈阳的D192/193、D194/191次（北京站调向）。运行图上还安排了汉口-太原D170/1，D172/69次，但实际并未开行。2009年11月，太郑D166/167、D168/165次在石家庄枢纽改停石家庄北站。
2012年12月21日，太原至郑州D166/167、D168/165次列车停运，太原至沈阳D192/193、D194/191次列车降级为Z192/193、Z194/191次直达特快列车，但这对降级后的列车2013年1月5日才得以开行，2024年1月10日再降一级为T192/193、T194/191次特快列车。至于太原至北京西的既有线动车组也于2012年12月21日全部停运，5天后开行的D2001/2002、D2003/2004、D2005/2006次列车及京太高速动车组列车均经由京广高铁和石太客专。

## 动卧列车
2009年11月11日，武汉铁路局增开汉口往返青岛的D352/353、D354/351次夕发朝至卧铺动车组列车，经由京广、陇海、京沪、胶济客专线运行，使用CRH2E型电力动车组，在京广线上停靠孝感、信阳、驻马店、漯河等站，同年11月28日双向增加郑州、徐州站办理客运业务，2010年4月15日因性价比欠佳而停运。
2011年1月11日，京广线增开两对跨线夕发朝至卧铺动车组列车。其中北京西-成都D317/318次经由京广、郑西高铁、西康、襄渝、达成、遂成线运行，全程二等座430元、软卧上铺925元、软卧下铺1045元；北京西-重庆北D319/320次经由京广、郑西高铁、西康、襄渝线运行，全程二等座399元、软卧上铺870元、软卧下铺975元，两对列车均使用CRH1E型电力动车组，但由于卧铺票价过高而乏人问津，仅票价较低的二等座票销量较好。
2011年8月28日，D317/318次列车降级为K817/818次列车，D319/320次列车降级为K819/820次列车。K817/818次列车于2022年12月26日延长至攀枝花南站，K819/820次于2021年1月20日停运。

## 西安跨线
2012年4月1日，原北京西-郑州D131/132次列车经由陇海线、郑西高铁延长至西安北站始发终到，原郑州-武汉D141/142次列车改为西安北-汉口D140/141、D142/139次，结束了西安至北京、武汉无动车组直通的历史。
2012年9月27日，因京广高铁郑武段开通，西安北-汉口D140/141次停运，返程D142/139次于第二天停运。同年12月21日，北京西-西安北D131/132次列车停运，5天后由京西高速动车组列车取代。